# Kacziba József
Kacziba József (Csanytelek, 1914. június 30. – ?, 1989. augusztus 31.) győri apostoli adminisztrátor.

## Pályafutása
Általános iskolai tanulmányait Kunmadarason folytatta, a gimnáziumot a váci piaristáknál végezte. Budapesti teológiai tanulmányok után 1938. március 20-án szentelték pappá Budapesten a Váci egyházmegye szolgálatára. 1940-ben teológiai doktorátust szerzett.
1938-ban első állomáshelye Kiskunhalas lett. 1946-ban Szentesen lett káplán, majd Cinkotán plébános. 1967-től Rákosszentmihályon esperes-plébános.

### Püspöki pályafutása
VI. Pál pápa 1969-ben győri apostoli adminisztrátorrá nevezte ki, és február 12-én püspökké szentelték Budapesten.
1975-ben Budapestre költözött, és a katolikus intézmények felügyelője lett.

## Művei
- Az áldoztatás liturgiája történeti és lelkipásztori megvilágításban; Élet, Bp., 1940